# عبد الله بن كريو
عبد الله بن كريو (1869 أو 1871-1921) واسمه الحقيقي عبد الله التخـي الأغواطي هو أحد فحول الشعر الشعبي بمنطقة الأغواط وقد ترك العديد من القصائد جلها في شعر الغزل ولحنت كلمات بعض هذه القصائد وغناها عدد من فناني الطرب البدوي وعمالقته في الجزائر وعلى رأسهم الحاج محمد العنقة وخليفي أحمد والحاج رابح درياسة.

## معايشته للاحتلال الفرنسي
عايش الشاعر الثورة الشعبية بقيادة الناصر بن شهرة والتي دامت حوالي ربع قرن (1852 - 1875)، وسجل بن كريو هذا التاريخ وكان يصف مدينته صاحبة السبعة أبواب، ويصف وحشية المحتل:
ويظل الشاعر بن كريو وجها مشرقا من التاريخ الثقافي للجزائر والواجب تقديمه للأجيال الصاعدة والتنقيب في تراثه الذي لا ينضب· سجل الشاعر أن:

## بن كريو شاعر الحب
عرف الشاعر بن كريو بأنه شاعر الحب والمرأة وشاعر اللهو والمجون، وأنه أيضا شاعر حكيم حتى عند حديثه عن الحب والمرأة. والكثير من القصائد التي نظمها تظهر بصورة جلية ورمزية تعلقه بالفيلسوف اليوناني الكبير أفلاطون وبالتالي فإن بن كريو راح يتحدث بإيحاء عن تلك الحكمة التي أنشدها افلاطون وعن الحكم المثالي الذي ظل افلاطون يسعى ليطبقه الحكام على المحكومين ولذلك قال بن كريو:

## تعليمه وثقافته
ويجمع معظم المؤرخين والدارسين للحركة الثقافية خلال الحقبة الاستعمارية على ان معظم الشعراء الشعبيين كانت لديهم ثقافة ضحلة وغير متعلمين وأن الرواة كانوا يحفظون ويكتبون لهم اشعارهم خاصة بعد وفاتهم. غير أن الشاعر ابن كريو يختلف عنهم في التصنيف فقد كان متعلما حافظا للقرآن منذ صغره، إضافة إلى تمكنه من علوم اللغة العربية، وكان مولعا بالثقافة بشكل عام.كما تأثر بن كريو بالشعراء العرب وعلى رأسهم عمر بن أبي ربيعة.
تلقى الشاعر علوم الفلك على يد القاضي ابن الدين بن سيدي الحاج عيسى ودروسا أخرى على يد العالم الأغواطي محمد العربي، كما درس بن كريو اللغة الفرنسية وأتقنها ليشتغل قاضيا بعد نيله شهادة الكفاءة للوظيفة وهي المهنة التي مارسها والده لمدة 35 سنة بمدينة الأغواط·
ومن القصائد التي تبرز تمكن الشاعر من علوم الفلك مثلا قوله:

## عكاظية بن كريو
تنظم دوريا بالأغواط فعاليات عكاظية الشاعر «التخي عبد الله بن كريو» بحضور شعراء وأساتذة مهتمين بالشعر الشعبي من مختلف ولايات الوطن.

## هوامش ومراجع
1. 1 2  انطلاق فعاليات عكاظية الشاعر التخي عبدالله بن كريو بالأغواط - موقع جزايرس نقلا عن جريدة الخبر الجزائرية نقلا عن وكالة الأنباء الجزائرية بتاريخ: 28 نوفمبر 2010 نسخة محفوظة 13 نوفمبر 2012 على موقع واي باك مشين.